# Monochromatisme
Cet article concerne la vision. Pour l'onde électromagnétique, voir onde monochromatique.
Cet article court présente un sujet plus développé dans : Vision des couleurs.

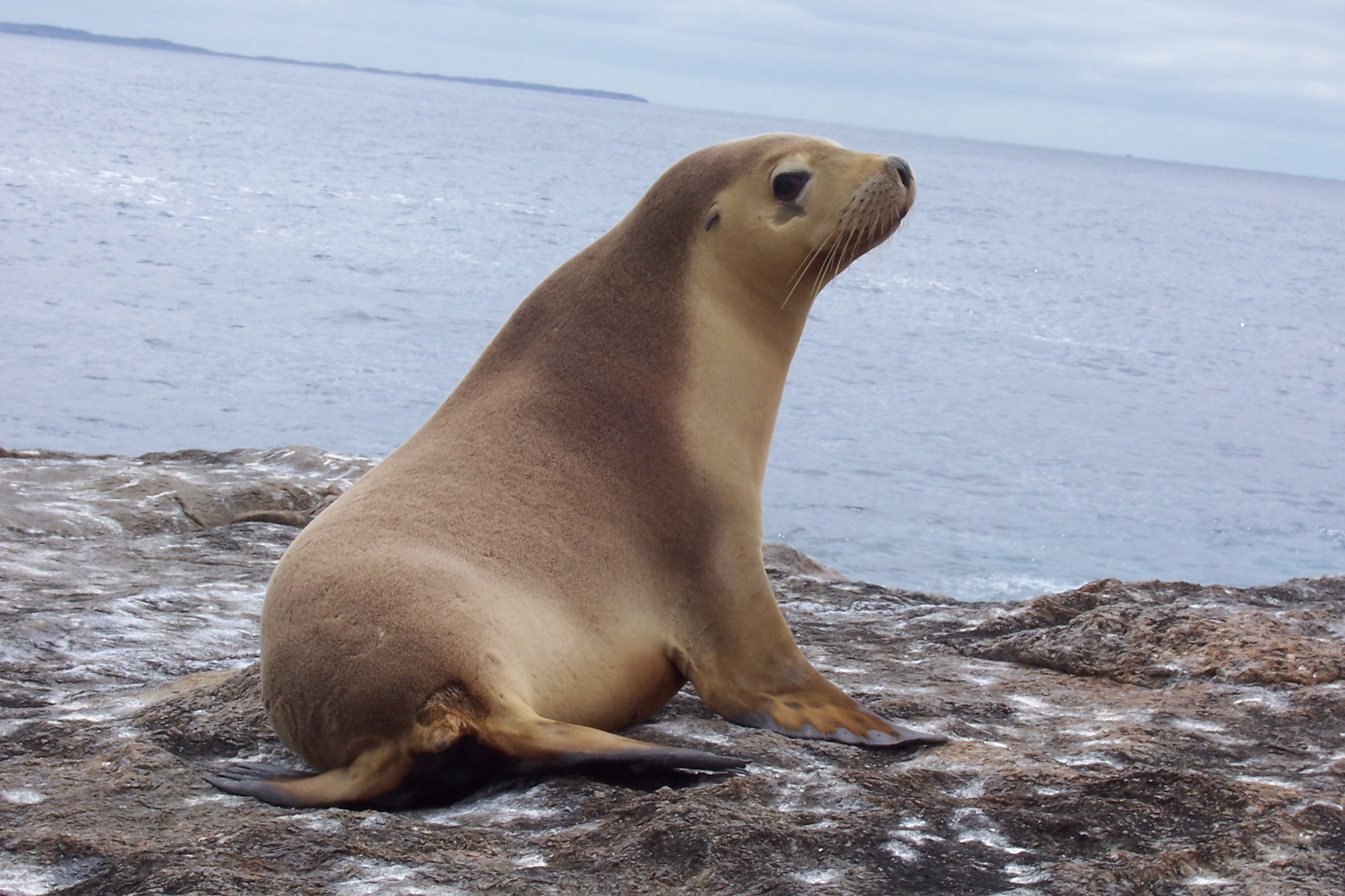
Le monochromatisme est un état pathologique de la vision humaine, mais elle est normale chez les pinnipèdes (comme Neophoca cinerea illustré ici), les cétacés, les singes, les strigidés et certains autres animaux.

Le monochromatisme est une forme de vision dans laquelle l'œil a un seul type de photorécepteur conique, permettant à l'animal monochrome ou monochromate, de ne distinguer que des différences de luminosité.
Chez quelques poissons abyssaux, des amphibiens ou des mammifères nocturnes (mammifères marins, chauves-souris, des rongeurs et des singes de nuit) adaptés à la vue scotopique (dans l'obscurité), la présence d'un seul cône leur confère une vision monochromatique.
Chez l'homme doté d'une vision trichromate, l'achromatopsie (appelée aussi monochromatisme de cône) est une maladie du système visuel caractérisée par la perte de deux cônes.